# Lomany
Lomany jsou barokní hospodářský dvůr cisterciáckého kláštera v Plasích v centrální části okresu Plzeň-sever, na katastrálním území vsi Lomnička, čtyři kilometry západně od Plas v nadmořské výšce 376 metrů.
Dvůr leží v údolí Lomanského potoka u rozcestí cesty z Plas do Lomničky a Dražně.

## Historie
Lomany byly původně majetkem mocného rodu Drslaviců, ale pan Oldřich z Žinkov je odkázal plaskému klášteru, když roku 1192 na třetí křížové výpravě umíral v Palestině. Bratři Oldřicha s převodem nesouhlasili, neb byli spoluvlastníky. Pro klášter bylo získání sousedních Loman důležité a tak bratrům nahradil újmu jiným, vzdáleným statkem a 22 hřivnami stříbra (cca 5,5 kg). V potvrzení majetku kláštera papežem Inocencem IV. z roku 1250 jsou Lomany uváděny jako grangie.
V roce 1366 byl pověřen klášterní úředník Ješek rozměřením části pozemků na lány a prodání sedlákům právem zákupním, čímž byla vesnice znovu založena. V době husitských válek zastavil roku 1421 král Zikmund ves i dvůr vladykovi Janovi ze Sádku za 100 kop grošů. Úroky z vystaveného dlužního úpisu byly spláceny ve formě požitků ze vsi a dvora. Během husitských válek byla ves pravděpodobně vypálena stejně jako klášter, neboť při prodeji dlužního úpisu Jindřichovi a Rackovi z Mrtníka před rokem 1452 se mluvilo jen o dvoře Lomany. V majetku bratrů z Mrtníka byly Lomany několik let, načež plaský opat dlužní úpis vyplatil a získal Lomany zpět. Je možné, že ves byla klášterem obnovena, jelikož brzy poté získává do zástavy Jakub Gotfrýd ze Žebnice „ves Lomany s klášterním dvorem“ a od roku 1467 se psal seděním na Lomanech. Roku 1480 je Jakub z Žebnice, purkrabí na Rabštejně, jedním z ručitelů na dlužním úpisu plaského opata. Jeho syn Šimon Gotfrýd ze Žebnice drží Lomany ještě v roce 1530, ale okolo roku 1535 mu klášter pravděpodobně zaplatil část dluhu a zároveň Šimon získal jednu usedlost osvobozenou od všech břemen.
Lomany byly spolu s třemi vesnicemi zastaveny Oldřichovi Dubeckému ze Zap, který obratem prodal dlužní úpis Jetřichovi Valečskému z Vřesovic a od něj jej kupuje roku 1543 Florián Gryspek a Lomany připojuje ke kaceřovskému panství. Zpustlý dvůr asi obnovil, v kaceřovském urbáři z roku 1558 byl při lomanském dvoře zmiňován ovčín, čtyři usedlosti a dva rybníky. Mimo jiné zde také stojí, že v Lomanech je také dvůr na němž hospodaří Šimon Gotfrýd ze Žebnice a podle listu vydaného opatem je dvůr osvobozen od všech platů.
Za účast bratrů Floriana a Jana Jaroslava na českém stavovském povstání byl v roce 1623 Gryspekům zkonfiskován veškerý majetek a vrácen klášteru. Za třicetileté války byly Lomany – dvůr i ves – opět vypáleny, zbyl jen ovčín, v roce 1639 byl vojáky vydrancován i zbytek.
V roce 1672 byla u ovčína postavena myslivna. Za opata Ondřeje Trojera byl postaven nový barokní dvůr, několik chalup a také mlýn. V roce 1745 Lomany opět zcela vyhořely a ves již nebyla obnovena. Za opata Celestina Stoye byla započata stavba barokního dvora na téměř čtvercovém půdorysu, kterou dokončil až opat Fortunát Hartmann stavbou mléčnice roku 1752. Půdorys je obdobný jako u dvora Lednice. Dvůr byl určen pravděpodobně jen k chovu dobytka.
Po zrušení klášter v roce 1785 přešel dvůr do správy Náboženského fondu, později do majetku Metternichů. Při první pozemkové reformě dvůr získali zaměstnanci knížete Metternicha, jejich potomkům byl v restitučním řízení po roce 1989 vrácen. Dvůr je v současnosti hospodářsky využíván a potřebuje nutně opravu. Ráz bezprostředního okolí dvora je narušen nevhodnými stavbami bytovek a dalších hospodářských budov.

## Stavby
Přibližně čtvercové prostranství dvora vymezují tři mohutné budovy. Hlavní brána na jižní straně stojí mezi dvojicí symetrických dvoukřídlých přízemních obytných budov, které tvoří obě nároží. Celá protilehlá severní strana je tvořena budovou stodoly, která byla spojena zdmi s bočními křídly. V šedesátých letech 20. století stodola vyhořela a je jen provizorně zastřešená.
Na volném prostranství uprostřed dvora stojí čtvrtý objekt přízemní mléčnice s věžičkou, datovaný do roku 1752, později rozšířené na východní stranu na téměř dvojnásobnou šířku. Na západní straně zachované barokní fasády mléčnice jsou původní sluneční hodiny. Zachován je především barokní půdorys dvora a základní hmoty budov, ty samotné jsou však mnohokrát přestavěny.

## Vztahy k dalším dvorům
Dvůr Lomany je stejně široký jako dvůr Kalec a Hubenov a stejně dlouhý jako dvory Lednice a Třemošnice. Délky jednotlivých křídel dvora Lomany jsou stejné jako u Kalce a Hubenova a lze říci, že se tyto dvory liší jen různým natočením protilehlých dvojic navzájem kolmých křídel. Spojnice Lomany – Býkov – Hubenov vytváří pravoúhlý trojúhelník. Spolu s dvory Býkov, Rohy a Hubenov tvoří vrcholy téměř pravidelného obdélníka.

## Okolí
Jižně od dvora je na Lomanském potoce malý Lomanský rybník, pod nímž se stéká Dražeňský s Pláňským potokem a po pár metrech se vlévají do Lomanského potoka. U silnic na Lomničku a Dražeň stojí mohutné a staré Lomanské duby, mladší z nich již uhynul.